# Salah Abousaid
Salah Abousaid est un taekwondoïste français.
Il remporte la médaille de bronze dans la catégorie des moins de 50 kg aux Championnats d'Europe de taekwondo 1990.